# Chelo Alonso
Isabel Apolonia García Hernández , mais conhecida como Chelo Alonso (Camagüey, 10 de abril de 1933 - Mentana, 20 de fevereiro de 2019) foi uma atriz cubana.
Tendo a dança como a primeira atividade profissional, chegou a se apresentar no Teatro Nacional de Cuba, em Havana e na casa Folies Bergère. em Paris. Em 1959 chegou ao cinema com Steve Reeves no filme O terror dos bárbaros (Il terrore dei barbari). Depois integrou o elenco do filme Sob o signo de Roma  (Nel segno di Roma) de Guido Brignone.
Casou-se com o produtor Aldo Pomilia em 1961 e faleceu em 2019 na Itália onde residia.

## Filmografia
- Guardatele ma non toccatele, de Mario Mattoli (1959)
- I Reali di Francia, de Mario Costa (1959)
- Nel segno di Roma, de Guido Brignone (1959)
- La scimitarra del Saraceno, de Piero Pierotti (1959)
- Il terrore dei barbari, de Carlo Campogalliani (1959)
- Gastone, de Mario Bonnard (1959)
- Tunisi top secret, de Bruno Paolinelli (1959)
- Maciste nella Valle dei Re, de Carlo Campogalliani (1960)
- La strada dei giganti, de Guido Malatesta (1960)
- Il terrore della maschera rossa, de Luigi Capuano (1960)
- Le signore, de Turi Vasile (1960)
- Morgan il pirata, de André De Toth e Primo Zeglio (1960)
- Maciste nella terra dei ciclopi, de Antonio Leonviola (1961)
- La regina dei Tartari, de Sergio Grieco (1961)
- La ragazza sotto il lenzuolo, de Marino Girolami (1961)
- Quattro notti con Alba, de Luigi Filippo D'Amico (1962)
- Il buono, il brutto, il cattivo, de Sergio Leone (1966)
- Corri uomo corri, de Sergio Sollima (1968)
- La notte dei serpenti, de Giulio Petroni (1969)